# Іван Остафійович Горностай
Іван Горностай (до 1501 — 1558) — руський шляхтич, державний діяч, урядник Великого князівства Литовського.

## Життєпис
Походив з українського боярського роду Горностаїв. Старший син Остафія Горностая, намісника овруцького. Його герб спочатку мав вигляд перехрещеної лілії над двома трикутниками. У 1508 році стає великим писарем литовським і маршалком надвірним литовським. У 1512 році призначається писарем господарським. У 1517 році стає руським писарем. Того ж року призначений послом до Кримського ханства, у 1518 році замінено О. Гаштольдом. З 1520 року Іван Горностай мав у посесії кілька ключів навколо міста Друцьк та Толочин.
У 1522 році за доручення великого князя Литовського та короля Польського Сигізмунда I був послом до Московської держави. Тут йому вдалося укласти перемир'я на 5 років. При цьому Смоленська земля залишалася за Москвою. Втім великий князь Василь III відмовився від зазіхань на Київ, Полоцьк і Вітебськ. За цей дипломатичний успіх після тяжкої поразки у війні Горностай отримав значні маєтності. У 1525 році стає державцем (старостою) дорсунішським (до 1551 року). У 1529 році призначається на посади маршалка господарського (до 1552 року), пана радного і пана хоруговного.
У 1530 році призначається на посаду підскарбія земського. Того ж року отримує староство слонімське. У 1534 році стає державцем (старостою) мстибовським, 1535 року — зельвенським. У 1538—1542 роках був адміністратором троцького воєводства, в 1549—1551 роках — віленського воєводства. У 1539 року стає державцем бірштянським (до 1551 року). У 1540 році вдруге стає руським писарем. У 1542 призначається на посаду маршалка дворного. У 1549 році стає державцем стоклішським.
1550 року оженився на удові князя Василя Толочинського і доньці князя Богдана Заславського, отримавши за дружиною Толочино і Лошицьк. З 1551 року до самої смерті був воєводою новогрудським.
Активно скуповував землі — невдовзі став одним з найбагатших і найбільших землевласників у Великому князівстві Литовському. Про його статки свідчить такий факт: у 1528 році виставив 38 вершників із заставних маєтностей та 10 — з дідичних маєтностей. З 1550 року у посесії були Стоклішки в Троцькому повіті та замок Радошковичі з прилеглими селами. Мав також власні двори у Вільні, Берестейщині, в Київському замку, в Житомирі йому належала городня, де мешкало 10 його підданих.
Був довіреною особою короля Сигізмунда II Августа та його матері королеви Бони. Фактично перебував на становищі віцеканцлера Великого князівства Литовського.
У 1554 році отримує від короля Сигізмунда II Августа право використовувати герб Гіпокентавр. 1556 року стає державцем кревським. Разом з посадами значно розширив свої володіння у Берестейському, Волковиському, Мінському та Оршанському повітах, зокрема у Кезгайлів та заславських (як посаг його третьої дружини). Помер 1558 року. Поховано в православній церкві міста Вільно.

## Родина
1. Дружина — (ім'я невідоме), можливо з роду Пузовських. Дітей не було.
2. Дружина — Ганна, донька князя Богдана Васильовича Соломирецького, старости рогачівського і пінського
Діти:
- Гаврило (1515—1587), воєвода мінський
- Іван (д/н—1569), державець дорсунішський
- Єрмоген-Власій (д/н—після 1553), слонімський староста
- Остафій (д/н—після 1577)
- Анастасія (д/н—після 1563), дружина: 1) князя Григорія Сангушки-Ковельського; 2) Філона Семеновича Кміти
- Ганна, дружина 1) Богдана Епімаха; 2) Юрія Якубовича Гордини
- Олена, дружина Петра Дмитровича Корсака, державця оршанського
- Євгеня, дружина Юрія Ходкевича, стольника литовського
- донька (ім'я невідоме), дружина князя Лева Полубенського

3. Дружина — Марія, донька князя Богдана Заславського, намісника мінського
дітей не було

## Родовід
|                 |                 |                 |                 |                 |                 |  |  |                   |                   |                   |                   |                   |                   |  |  |        |        |        |        |        |        |  |  | Гаврило  | Гаврило  | Гаврило  | Гаврило  | Гаврило  | Гаврило  |  |  | Єронім | Єронім | Єронім | Єронім | Єронім | Єронім |  |  | Самійло | Самійло | Самійло | Самійло | Самійло | Самійло |  |  | Михайло   | Михайло   | Михайло   | Михайло   | Михайло   | Михайло   |
|                 |                 |                 |                 |                 |                 |  |  |                   |                   |                   |                   |                   |                   |  |  |        |        |        |        |        |        |  |  | Гаврило  | Гаврило  | Гаврило  | Гаврило  | Гаврило  | Гаврило  |  |  | Єронім | Єронім | Єронім | Єронім | Єронім | Єронім |  |  | Самійло | Самійло | Самійло | Самійло | Самійло | Самійло |  |  | Михайло   | Михайло   | Михайло   | Михайло   | Михайло   | Михайло   |
|                 |                 |                 |                 |                 |                 |  |  |                   |                   |                   |                   |                   |                   |  |  | Іван   | Іван   | Іван   | Іван   | Іван   | Іван   |  |  | Іван     | Іван     | Іван     | Іван     | Іван     | Іван     |  |  |        |        |        |        |        |        |  |  |         |         |         |         |         |         |  |  | Анна      | Анна      | Анна      | Анна      | Анна      | Анна      |
|                 |                 |                 |                 |                 |                 |  |  |                   |                   |                   |                   |                   |                   |  |  | Іван   | Іван   | Іван   | Іван   | Іван   | Іван   |  |  | Іван     | Іван     | Іван     | Іван     | Іван     | Іван     |  |  |        |        |        |        |        |        |  |  |         |         |         |         |         |         |  |  | Анна      | Анна      | Анна      | Анна      | Анна      | Анна      |
| Роман Івашкович | Роман Івашкович | Роман Івашкович | Роман Івашкович | Роман Івашкович | Роман Івашкович |  |  | Остафій Горностай | Остафій Горностай | Остафій Горностай | Остафій Горностай | Остафій Горностай | Остафій Горностай |  |  |        |        |        |        |        |        |  |  | Єрмоген  | Єрмоген  | Єрмоген  | Єрмоген  | Єрмоген  | Єрмоген  |  |  |        |        |        |        |        |        |  |  |         |         |         |         |         |         |  |  | Єлизавета | Єлизавета | Єлизавета | Єлизавета | Єлизавета | Єлизавета |
| Роман Івашкович | Роман Івашкович | Роман Івашкович | Роман Івашкович | Роман Івашкович | Роман Івашкович |  |  | Остафій Горностай | Остафій Горностай | Остафій Горностай | Остафій Горностай | Остафій Горностай | Остафій Горностай |  |  |        |        |        |        |        |        |  |  | Єрмоген  | Єрмоген  | Єрмоген  | Єрмоген  | Єрмоген  | Єрмоген  |  |  |        |        |        |        |        |        |  |  |         |         |         |         |         |         |  |  | Єлизавета | Єлизавета | Єлизавета | Єлизавета | Єлизавета | Єлизавета |
|                 |                 |                 |                 |                 |                 |  |  |                   |                   |                   |                   |                   |                   |  |  |        |        |        |        |        |        |  |  | Остафій  |          |          |          |          |          |  |  |        |        |        |        |        |        |  |  |         |         |         |         |         |         |  |  |           |           |           |           |           |           |
|                 |                 |                 |                 |                 |                 |  |  |                   |                   |                   |                   |                   |                   |  |  |        |        |        |        |        |        |  |  |          |          |          |          |          |          |  |  |        |        |        |        |        |        |  |  |         |         |         |         |         |         |  |  |           |           |           |           |           |           |
|                 |                 |                 |                 |                 |                 |  |  |                   |                   |                   |                   |                   |                   |  |  | Оникій | Оникій | Оникій | Оникій | Оникій | Оникій |  |  | Фрідерик | Фрідерик | Фрідерик | Фрідерик | Фрідерик | Фрідерик |  |  |        |        |        |        |        |        |  |  |         |         |         |         |         |         |  |  |           |           |           |           |           |           |
|                 |                 |                 |                 |                 |                 |  |  |                   |                   |                   |                   |                   |                   |  |  | Оникій | Оникій | Оникій | Оникій | Оникій | Оникій |  |  | Фрідерик | Фрідерик | Фрідерик | Фрідерик | Фрідерик | Фрідерик |  |  |        |        |        |        |        |        |  |  |         |         |         |         |         |         |  |  |           |           |           |           |           |           |